# King Parsons
King Bailey Parsons Jr., né le 11 juin 1950, est un catcheur américain plus connu sous le pseudonyme d'Iceman King Parsons.

## Carrière dans le catch
Parsons commence à catcher en 1979 après un entraînement auprès de Nick Kozak. King catch d'abord à la promotion de la National Wrestling Alliance de Paul Boesch à Houston au Texas. Boesch contacte ensuite Don Owen et réussit à trouver un travail pour Parsons dans les territoires de la NWA's Pacific Northwest, soit, en partenariat avec Elton Owen, dans l'état de Washington et de l'Oregon. Il y fait équipe avec Rocky Johnson et remporte le championnat par équipe. King déménage à Barling dans l'Arkansas et y vit le long de sa période de travail dans la fédération de Tulsa d'Owen, et Leroy McGuirk entre 1978 et 1979. Il emménage ensuite à Worland dans le Wyoming et travaille pour la Rocky Mountain Wrestling pendant environ un an, catchant dans le Wyoming, l'Idaho, et l'Utah. Bill Ash s'occupait d'organiser les matchs de tous les catcheurs.
En 1982, il part à la Jim Crockett Promotions où il fait équipe avec Porkchop Cash dans une rivalité contre Don Kernodle et Jim Nelson pour le NWA Mid-Atlantic Tag Team Championship. En 1984, à cause d'un changement dans les talents et les organisateurs à Charlotte pendant l'année 1983, King va à la World Class Championship Wrestling et y feude contre One Man Gang et Chris Adams. Il feude avec Buddy Roberts, membre des Fabulous Freebirds. La rivalité culmine à la fin du mois de juin 1983, quand Parsons utilise la crème à cheveux des Freebirds pour rendre Roberts chauve. Au début du mois de décembre 1983, en kayfabe, il est brûlé par le lance-flamme de Skandor Akbar, dans un match entre Junkyard Dog et lui-même contre The Super Destroyers (Super Destroyer #1 et Super Destroyer #2) avec Akbar à côté du ring, laissant Parsons avec une défigurement lors de son match avec Brian Adias contre (The Super Destroyers lors de WCCW Wrestling Star Wars en décembre 1983, où ils sont proches de remporter le NWA American Tag Team Championship, mais The Super Destroyers projettent Adias par-dessus la troisième corde et conservent leurs titres.
Parsons forme « Rock 'n' Soul » avec Buck Zumhofe et entrent en rivalité avec The Super Destroyers. Il catche brièvement à la Texas All-Star Wrestling en 1986 et forme « the Dream Team » avec Tiger Conway, Jr. et feudent avec Mike et Dizzy Golden.
En 1987, Iceman va à l'Universal Wrestling Federation, où il est éliminé d'un tournoi pour le championnat par équipe. Il devient heel et rivalise avec Chris Adams et Savannah Jack pendant plusieurs mois et, cette dernière, continue dans la fédération Wild West Wrestling de  Ken Mantell. À la fin de l'année, il rejoint Terry Gordy et Buddy Roberts, après que Michael Hayes quitte les Fabulous Freebirds, pour les aider à les venger de ce dernier. Hayes fait équipe avec Kerry et Kevin Von Erich qui voit Gordy rejoindre Hayes et les Von Erich et Robert quitte la fédération. Parsons est alors connu sous le nom du « Blackbird » et forme le trio « The Blackbirds » avec Perry « Action » Jackson et Harold T. Harris. En 1985, Parsons remporte le WCWA American Heavyweight Championship en battant Chris Adams et perd le titre plus tard contre Ravishing Rick Rude. En mars 1988, Parsons bat Kerry Von Erich pour remporter le WCWA World Heavyweight Championship de façon controversée parce que les lumières du Dallas Sportatorium se sont éteintes.
Au début des années 1990, il va à l'Universal Wrestling Federation de Herb Abrams et entre en rivalité avec le Colonel DeBeers à propos du traitement de l’arbitre africain-américain Larry Sampson, qui est, en kayfabe, également son cousin. En 1992, Parsons va à la Global Wrestling Federation en équipe, avec Jackson, sous le nom des Blackbirds et managé par The Witch Dr Baboose et remporte le championnat par équipe et le titre nord-américain, qui est leur titre le plus important. Parsons et Jacksons feudent avec The Ebony Experience. Il travaille aussi avec l'United States Wrestling Association où il est managé par Skandor Akbar et Percy Pringle. Après la mort de son ami Chris Adams en 2001 et souffrant d'une sérieuse blessure au dos à cause d'un accident de voiture, Parsons apparait plus rarement. Il passe en semi-retraite, et fait quelques apparitions de temps en temps  dans des fédérations texanes.

## Palmarès
- Big D Wrestling
  - Big D Tag Team Championship (2 fois) – avec Action Jackson[4]
- Continental Wrestling Alliance
  - CWA Heavyweight Championship (1 fois)[4]
- Extreme Pro Wrestling
  - EPW Texas Heavyweight Championship (1 fois)[4]
- Global Wrestling Federation
  - GWF North American Heavyweight Championship (1 fois)[5]
  - GWF Tag Team Championship (1 fois) – avec Perry Jackson[5]
- Mid-Atlantic Championship Wrestling
  - NWA Mid-Atlantic Tag Team Championship (1 fois) – avec Porkchop Cash[6]
- National Class Wrestling
  - NCW Heavyweight Championship (1 fois)[4]
- North American Wrestling Alliance
  - NAWA Heavyweight Championship (1 fois)[4]
- Pacific Northwest Wrestling
  - NWA Pacific Northwest Tag Team Championship (1 fois) – avec Rocky Johnson[6]
- Pro Wrestling Illustrated
  - no  69 sur 500 de la liste des meilleurs catcheurs des années précédentes en 1991[7]
  - no  249 sur 500 de la liste des meilleurs catcheurs des années précédentes en 2003[8]
- Texas All-Star Wrestling
  - Texas All-Star USA Tag Team Championship (2 fois) - avec Tiger Conway, Jr.[6]
- Texas Wrestling Federation
  - TWF Asian Heavyweight Championship (1 fois)
- Ultimate Wrestling Federation
  - UWF Heavyweight Championship (1 fois)
- World Class Championship Wrestling
  - NWA American Heavyweight Championship (1 fois)[9]
  - NWA American Tag Team Championship (3 fois) – avec Brian Adias (1) et Buck Zumhofe (2)[10]
  - WCCW Television Championship (4 fois)[9]
  - WCWA Texas Heavyweight Championship (1 fois)[11]
  - WCWA World Heavyweight Championship (1 fois)[11]
  - WCWA World Six-Man Tag Team Championship (3 fois) – avec Terry Gordy (1) et Buddy Roberts (2)[12]
  - WCWA World Tag Team Championship (1 fois) – avec Terry Taylor[10]
- World Wrestling Alliance
  - WWA Heavyweight Championship (1 fois)[4]